# تربول
تربول (به لاتین: Třebovle) یک سکونتگاه مسکونی در جمهوری چک است که در Kolín District واقع شده‌است.